# A magyar labdarúgó-válogatott mérkőzései 1947-ben
A magyar labdarúgó-válogatottnak 1947-ben hét találkozója volt, négy a Balkán-bajnokságért folyt, a magyar csapaté lett a trófea miután minden ellenfelét legyőzte. A május 4-ei Ausztria elleni találkozón ünnepelte a magyar futball az ötvenéves születésnapját. Az ünneplést elmosta egy tragédia: a 12. percben leszakadt a B-lelátó egy része, a második félidő 6. percében az állóhelyi lelátó egy része szakadt le. Közel kétszáz szurkoló sérült meg. A mérkőzés két perc szünet után folytatódott.
Szövetségi kapitány:
- Gallowich Tibor

## Eredmények
| 251. mérkőzés 1947. május 4. | Magyarország                                             | 5 – 2             | Ausztria    | FTC-pálya, Budapest Nézőszám: 37 000 Játékvezető: Marijan Matančić (YUG) |
| 251. mérkőzés 1947. május 4. | Puskás 11' Egresi 12' Szusza 50' 64' Bortoli 89' (öngól) | (2 – 2) Részletek | Epp 17' 45' | FTC-pálya, Budapest Nézőszám: 37 000 Játékvezető: Marijan Matančić (YUG) |

| 252. mérkőzés 1947. május 11. | Olaszország               | 3 – 2             | Magyarország                     | Stadio Comunale, Torino Nézőszám: 70 000 Játékvezető: Paul von Wartburg (SUI) |
| 252. mérkőzés 1947. május 11. | Gabetto 24' 70' Menti 89' | (1 – 0) Részletek | Szusza 52' Puskás 76' (11-esből) | Stadio Comunale, Torino Nézőszám: 70 000 Játékvezető: Paul von Wartburg (SUI) |

| 253. mérkőzés 1947. június 29. Balkán-bajnokság | Jugoszlávia                        | 2 – 3             | Magyarország                       | Partizan Stadion, Belgrád Nézőszám: 35 000 Játékvezető: Constantin Iliescu (ROM) |
| 253. mérkőzés 1947. június 29. Balkán-bajnokság | Cimermančić 36' Puskás 60' (öngól) | (1 – 1) Részletek | Szilágyi I 33' Puskás 47' Mike 84' | Partizan Stadion, Belgrád Nézőszám: 35 000 Játékvezető: Constantin Iliescu (ROM) |

| 254. mérkőzés 1947. augusztus 17. Balkán-bajnokság | Magyarország                                                          | 9 – 0             | Bulgária | FTC-pálya, Budapest Nézőszám: 20 000 Játékvezető: Constantin Iliescu (ROM) |
| 254. mérkőzés 1947. augusztus 17. Balkán-bajnokság | Deák 15' 34' 52' 79' Zsolnai 26' Hidegkuti 47' 50' 86' Nagymarosi 48' | (3 – 0) Részletek |          | FTC-pálya, Budapest Nézőszám: 20 000 Játékvezető: Constantin Iliescu (ROM) |

| 255. mérkőzés 1947. augusztus 20. Balkán-bajnokság | Magyarország                   | 3 – 0             | Albánia | FTC-pálya, Budapest Nézőszám: 15 000 Játékvezető: Dimitar Sztojanov (BUL) |
| 255. mérkőzés 1947. augusztus 20. Balkán-bajnokság | Zsolnai 7' Egresi 24' Deák 53' | (2 – 0) Részletek |         | FTC-pálya, Budapest Nézőszám: 15 000 Játékvezető: Dimitar Sztojanov (BUL) |

| 256. mérkőzés 1947. szeptember 14. | Ausztria                                              | 4 – 3             | Magyarország       | Práter-stadion, Bécs Nézőszám: 60 000 Játékvezető: Giovanni Galeati (ITA) |
| 256. mérkőzés 1947. szeptember 14. | Körner II 22' Hahnemann 30' Binder 65' (11-esből) 77' | (2 – 1) Részletek | Szusza 40' 48' 56' | Práter-stadion, Bécs Nézőszám: 60 000 Játékvezető: Giovanni Galeati (ITA) |

| 257. mérkőzés 1947. október 12. Balkán-bajnokság | Románia | 0 – 3             | Magyarország              | Bukarest Nézőszám: 35 000 Játékvezető: Milenko Podubski (YUG) |
| 257. mérkőzés 1947. október 12. Balkán-bajnokság |         | (0 – 2) Részletek | Egresi 21' Puskás 35' 74' | Bukarest Nézőszám: 35 000 Játékvezető: Milenko Podubski (YUG) |